# (263516) Alexescu
(263516) Alexescu – planetoida pasa głównego. Została odkryta 13 marca 2008 w ramach projektu badawczego EURONEAR. (263516) Alexescu okrąża Słońce w ciągu 3,87 roku w średniej odległości 2,46 j.a.
Planetoidzie tej nadano nazwę od nazwiska rumuńskiego astronoma Matei Alexescu (1929–1993).
Planetoida ta nosiła wcześniej tymczasowe oznaczenie 2008 EW144.